# Bladskærermyre
Bladskæremyrer (slægterne Atta og Acromyrmex) er myreslægter i Amerika som er kendetegnet ved at de dyrker en type svamp og derfor samler blade, som de dyrker svampen på. 
Disse myrer har arbejdere i flere størrelser. De største er soldater, de mellemstore arbejder med at skære blade, og de mindste arbejder inde i boet med rengøring. 
Myrerne skærer blade og tager dem med sig. Ofte går de højt op i træerne for at finde blade. Når bladene er blevet ført ind i boet, bliver de tygget til en masse, som svampen vokser på.
Når disse myrer sværmer, får de nye dronninger noget svamp at bære med sig. Ny-parrede dronninger går i gang med at dyrke noget af den første svamp, når de begynder at gøre deres nye hjem i stand. De første arbejdere bliver fodret med æg. Når der er arbejdere nok, går de i gang med at dyrke svamp.
| Dyr | Spire Denne artikel om dyr er en spire som bør udbygges. Du er velkommen til at hjælpe Wikipedia ved at udvide den. |